# Хаминадос
Хаминадос (исп. haminados, ладино: haminadavos; также chaminados) – традиционное сефардское еврейское блюдо. Хаминадос являются важным элементом израильской кухни и готовятся либо сами по себе, либо как часть сефардского и мизрахимского чолнта для шаббата.

## Обзор

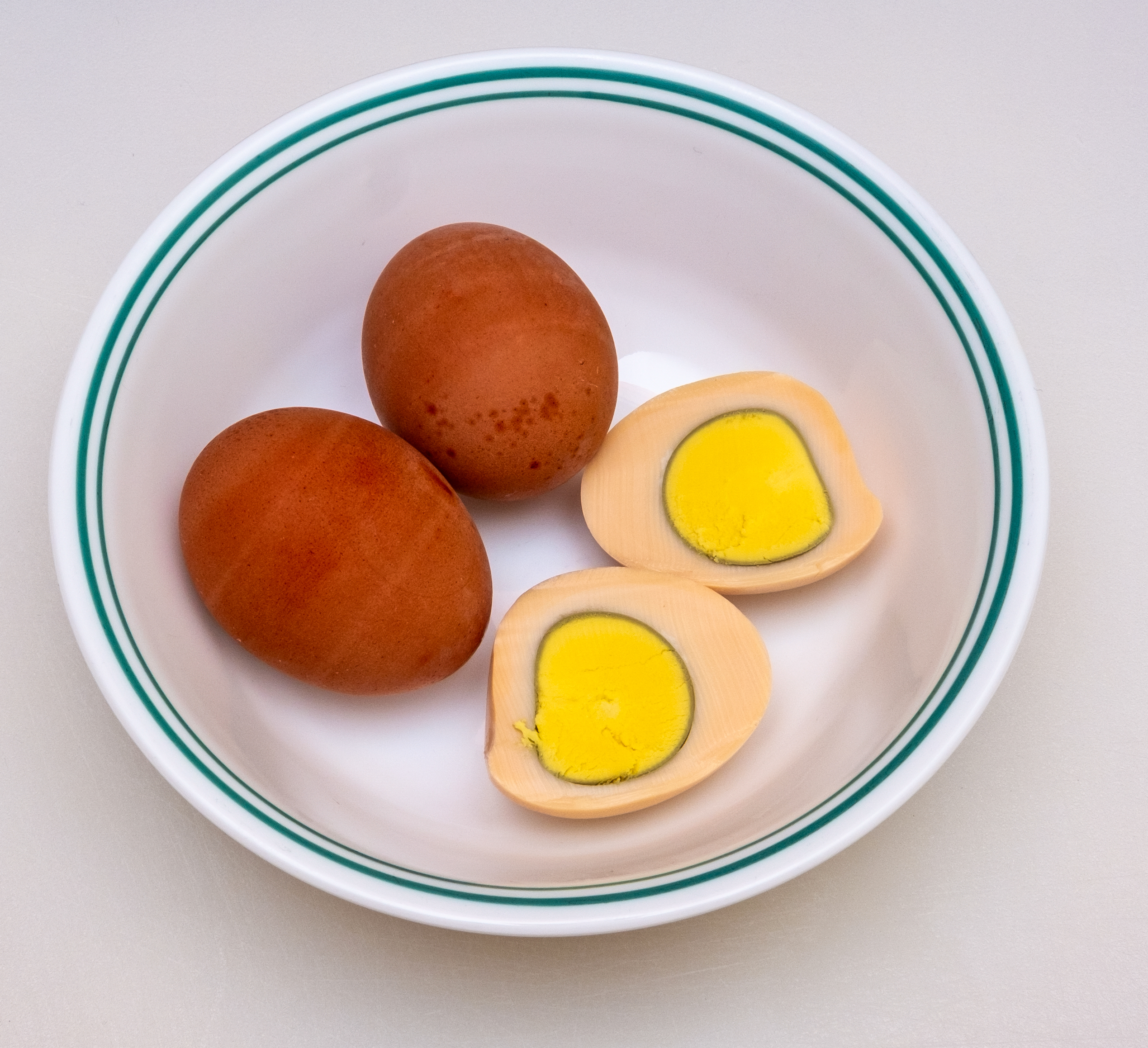
Хаминадос, тушёные с кофе и луковой шелухой (для придания цвета) отдельно от чолнта. В скорлупе (слева) и без скорлупы (справа).

Хаминадос представляют собой целые куриные яйца в скорлупе, которые кладут поверх чолнта в кастрюлю для тушения. Яйца варятся в течение многих часов, часто в течение ночи, и становятся коричневыми в процессе приготовления. Ставшие коричневыми яйца перед подачей очищают от скорлупы, а затем снова кладут поверх других приготовленных ингредиентов. 
В тунисском варианте коричневые яйца готовятся отдельно, в металлической кастрюле, ночью, в печи, с водой и чайной заваркой. Этот вариант рецепта напоминает китайскую закуску под названием «чайные яйца», для приготовления которой яйца варят в чайной заварке с соусом и специями. Существуют и другие способы приготовить хаминадос отдельно от чолнта. Так, добавление в воду чайных листьев, молотого кофе или луковой шелухи окрашивает скорлупу в пурпурный цвет, а добавление яичного белка — в светло-коричневый, придавая яйцу гладкую кремовую текстуру. 
В Израиле коричневые яйца являются популярным дополнением к фул медамес, их также можно подавать с хумусом и в сэндвиче сабих.